# آکاسیای گل‌زرد
 آکاسیا آلاکوکارپا (نام علمی: Acacia aulacocarpa) نام یک گونه از سرده آکاسیا است.